# Université Mahatma Jyotiba Phule Rohilkhand
L'université Mahatma Jyotiba Phule Rohilkhand  (en hindi : रुहेलखण्ड विश्वविद्यालय) est une université d'État situé à Bareli, Uttar Pradesh en Inde.
.